# Umbilicaria dendrophora
Umbilicaria dendrophora är en lavart som först beskrevs av Poelt, och fick sitt nu gällande namn av Hestmark. Umbilicaria dendrophora ingår i släktet Umbilicaria och familjen Umbilicariaceae.  Arten är reproducerande i Sverige. Inga underarter finns listade i Catalogue of Life.